# سباق طواف فرنسا 1952
سباق طواف فرنسا 1952 من سلسلة سباقات سباق طواف فرنسا. أقيم هذا السباق في تاريخ 25 يونيو - 19 يوليو 1952 على 23 مراحل. بعد مرور 151 ساعة و57 دقيقة و20 ثانية وبعد طي 4807 كم بمتوسط 31.739 كم في الساعة فاز بالميدالية الذهبية فاوستو كوبي من إيطاليا، فيما حصد ستان أوكيرز من بلجيكا الميدالية الفضية، وكانت الميدالية البرونزية من نصيب برناردو رويث من إسبانيا.

## الميداليات
| ذهب                   | فضة                  | برونز                  |
| فاوسطو كوبي - إيطاليا | ستان أوكيرز - بلجيكا | برناردو رويث - إسبانيا |